# Copa México 1973-74
La Copa México 1973-74 fue la edición LVII del certamen copero del fútbol mexicano. Inicio el 1 de noviembre de 1973 y concluyó el 16 de diciembre del mismo; Consistió de una ronda grupal de seis clubes por cada uno de los tres grupos constituidos, a solo un duelo contra cada compañero de sector, para luego dar paso a las semifinales entre los líderes y el mejor sublíder de grupo, y posteriormente la final. 
Dirigidos por José Antonio Roca, el América fue líder de su sector con 3 victorias y dos empates (compartiendo grupo con Torreón, Atlante, UNAM, Cruz Azul y Jalisco), venció en los dos duelos de semifinal a Zacatepec, y enfrentó en los dos juegos de la final a Cruz Azul. El partido de ida el 13 de diciembre terminó empatado a un tanto, el juego de vuelta concluyó con triunfo americanista 2-1 con goles de Osvaldo Castro “Pata Bendita” y Roberto Hodge "El Negro", el 16 de diciembre de 1973 en el Estadio Azteca.

## Fase de Grupo

### Grupo 1
| Equipo    | Pts. | PJ | PG | PE | PP | GF | GC | Dif. |
| --------- | ---- | -- | -- | -- | -- | -- | -- | ---- |
| América   | 8    | 5  | 3  | 2  | 0  | 11 | 6  | +5   |
| Cruz Azul | 7    | 5  | 3  | 1  | 1  | 8  | 5  | +3   |
| Jalisco   | 5    | 5  | 2  | 1  | 2  | 6  | 7  | -1   |
| U.N.A.M.  | 4    | 5  | 1  | 2  | 2  | 6  | 7  | -1   |
| Torreón   | 4    | 5  | 1  | 2  | 2  | 3  | 4  | -1   |
| Atlante   | 2    | 5  | 0  | 2  | 3  | 1  | 6  | -5   |

### Grupo 2
| Equipo    | Pts. | PJ | PG | PE | PP | GF | GC | Dif. |
| --------- | ---- | -- | -- | -- | -- | -- | -- | ---- |
| Laguna    | 7    | 5  | 3  | 1  | 1  | 6  | 4  | +2   |
| León      | 5    | 5  | 2  | 1  | 2  | 11 | 8  | +3   |
| Monterrey | 5    | 5  | 2  | 1  | 2  | 8  | 8  | 0    |
| Toluca    | 5    | 5  | 0  | 5  | 0  | 6  | 6  | 0    |
| San Luis  | 4    | 5  | 1  | 2  | 2  | 9  | 11 | -2   |
| Puebla    | 4    | 5  | 1  | 2  | 2  | 6  | 9  | -3   |

### Grupo 3
| Equipo           | Pts. | PJ | PG | PE | PP | GF | GC | Dif. |
| ---------------- | ---- | -- | -- | -- | -- | -- | -- | ---- |
| Zacatepec        | 10   | 5  | 5  | 0  | 0  | 13 | 6  | +7   |
| Guadalajara      | 6    | 5  | 3  | 0  | 2  | 11 | 5  | +6   |
| Veracruz         | 5    | 5  | 2  | 1  | 2  | 6  | 6  | 0    |
| Ciudad Madero    | 4    | 5  | 1  | 2  | 2  | 8  | 8  | 0    |
| Atlético Español | 4    | 5  | 2  | 0  | 3  | 11 | 13 | -2   |
| Atlas            | 1    | 5  | 0  | 1  | 4  | 3  | 14 | -11  |

## Ronda eliminatoria
|  | Semifinales        | Semifinales        | Semifinales        |   |         | Final                | Final                | Final                |  |
|  | 6 - 9 de diciembre | 6 - 9 de diciembre | 6 - 9 de diciembre |   |         | 13 - 16 de diciembre | 13 - 16 de diciembre | 13 - 16 de diciembre |  |
|  |                    |                    |                    |   |         |                      |                      |                      |  |
|  |                    |                    |                    |   |         |                      |                      |                      |  |
|  | América            | 2                  | 1                  |   |         |                      |                      |                      |  |
|  | América            | 2                  | 1                  |   |         |                      |                      |                      |  |
|  | Zacatepec          | 1                  | 0                  |   |         |                      |                      |                      |  |
|  | Zacatepec          | 1                  | 0                  |   | América | 1                    | 2                    |                      |  |
|  |                    |                    |                    |   | América | 1                    | 2                    |                      |  |
|  |                    |                    | Cruz Azul          | 1 | 1       |                      |                      |                      |  |
|  | Laguna             | 2                  | Cruz Azul          | 1 | 1       | 0                    |                      |                      |  |
|  | Laguna             | 2                  |                    |   |         | 0                    |                      |                      |  |
|  | Cruz Azul          | 1                  | 3                  |   |         |                      |                      |                      |  |
|  | Cruz Azul          | 1                  | 3                  |   |         |                      |                      |                      |  |
|  |                    |                    |                    |   |         |                      |                      |                      |  |

## Semifinales

### América - Zacatepec
| Ida; 6 de diciembre de 1973 | América                   | 2:1 (2:0) | Zacatepec  | Estadio Azteca, Ciudad de México |  |
|                             | Ceballos 19' · Castro 37' |           | Sotelo 58' |                                  |  |

| Vuelta; 9 de diciembre de 1973 | Zacatepec | 0:1 (0:1) | América    | Estadio Agustín Coruco Díaz, Zacatepec de Hidalgo |                                |
|                                |           |           | Castro 23' | Árbitro(s): Domingo de la Mora                    | Árbitro(s): Domingo de la Mora |

### Laguna - Cruz Azul
| Ida; 6 de diciembre de 1973 | Laguna                      | 2:1 (1:1) | Cruz Azul   | Estadio San Isidro, Torreón         |                                     |
|                             | Rodríguez 37' · Esghala 82' |           | Basurto 32' | Árbitro(s): Antonio Márquez Ramírez | Árbitro(s): Antonio Márquez Ramírez |

| Vuelta; 9 de diciembre de 1973 | Cruz Azul                   | 3:0 (1:0) | Laguna | Estadio Azteca, Ciudad de México |  |
|                                | Gómez 37' · Ocampo 67', 85' |           |        |                                  |  |

## Final
| Ida; 13 de diciembre de 1973 | Cruz Azul     | 1:1 (1:0) | América    | Estadio Azteca, Ciudad de México       |                                        |
|                              | Gutiérrez 44' |           | Castro 82' | Árbitro(s): Alfonso González Archundia | Árbitro(s): Alfonso González Archundia |

|       | POR   | Miguel Marín            |    |
|       | DEF   | René Pérez              |    |
|       | DEF   | Orlando Bandala         |    |
|       | DEF   | Alberto Quintano        |    |
|       | DEF   | Pedro Velázquez         |    |
|       | MED   | Nacho Flores            |    |
|       | MED   | Luis Estrada            |    |
|       | MED   | Alberto Gómez Franzutti |    |
|       | DEL   | Antonio Gutiérrez       |    |
|       | DEL   | Ricardo Basurto         | ?' |
|       | DEL   | Juan Ramón Ocampos      |    |
| D. T. | D. T. | Raúl Cárdenas           |    |

|       | POR   | Prudencio Cortés      |    |
|       | DEF   | Fernando Santillán    |    |
|       | DEF   | Luis Miguel Barberena |    |
|       | DEF   | Lino Espín            |    |
|       | DEF   | Mario Pérez           |    |
|       | MED   | Roberto Hodge         |    |
|       | MED   | Gustavo León          |    |
|       | MED   | Carlos Reinoso        |    |
|       | DEL   | Sergio Ceballos       |    |
|       | DEL   | Osvaldo Castro        |    |
|       | DEL   | Juan Manuel Borbolla  | 5' |
| D. T. | D. T. | José Antonio Roca     |    |

|  | DEL | Morales | ?' |

|  | DEL | Alberto Ordaz | 5' |

| 44' | Antonio Gutiérrez | 1:0 |

| 82' | Osvaldo Castro | 1:1 |

| Principal | Alfonso González Archundia |

|       | POR   | Miguel Marín            |    |
|       | DEF   | René Pérez              |    |
|       | DEF   | Orlando Bandala         |    |
|       | DEF   | Alberto Quintano        |    |
|       | DEF   | Pedro Velázquez         |    |
|       | MED   | Nacho Flores            |    |
|       | MED   | Luis Estrada            |    |
|       | MED   | Alberto Gómez Franzutti |    |
|       | DEL   | Antonio Gutiérrez       |    |
|       | DEL   | Ricardo Basurto         | ?' |
|       | DEL   | Juan Ramón Ocampos      |    |
| D. T. | D. T. | Raúl Cárdenas           |    |

|       | POR   | Prudencio Cortés      |    |
|       | DEF   | Fernando Santillán    |    |
|       | DEF   | Luis Miguel Barberena |    |
|       | DEF   | Lino Espín            |    |
|       | DEF   | Mario Pérez           |    |
|       | MED   | Roberto Hodge         |    |
|       | MED   | Gustavo León          |    |
|       | MED   | Carlos Reinoso        |    |
|       | DEL   | Sergio Ceballos       |    |
|       | DEL   | Osvaldo Castro        |    |
|       | DEL   | Juan Manuel Borbolla  | 5' |
| D. T. | D. T. | José Antonio Roca     |    |

|  | DEL | Morales | ?' |

|  | DEL | Alberto Ordaz | 5' |

| 44' | Antonio Gutiérrez | 1:0 |

| 82' | Osvaldo Castro | 1:1 |

| Principal | Alfonso González Archundia |

|       | POR   | Miguel Marín            |    |
|       | DEF   | René Pérez              |    |
|       | DEF   | Orlando Bandala         |    |
|       | DEF   | Alberto Quintano        |    |
|       | DEF   | Pedro Velázquez         |    |
|       | MED   | Nacho Flores            |    |
|       | MED   | Luis Estrada            |    |
|       | MED   | Alberto Gómez Franzutti |    |
|       | DEL   | Antonio Gutiérrez       |    |
|       | DEL   | Ricardo Basurto         | ?' |
|       | DEL   | Juan Ramón Ocampos      |    |
| D. T. | D. T. | Raúl Cárdenas           |    |

|       | POR   | Prudencio Cortés      |    |
|       | DEF   | Fernando Santillán    |    |
|       | DEF   | Luis Miguel Barberena |    |
|       | DEF   | Lino Espín            |    |
|       | DEF   | Mario Pérez           |    |
|       | MED   | Roberto Hodge         |    |
|       | MED   | Gustavo León          |    |
|       | MED   | Carlos Reinoso        |    |
|       | DEL   | Sergio Ceballos       |    |
|       | DEL   | Osvaldo Castro        |    |
|       | DEL   | Juan Manuel Borbolla  | 5' |
| D. T. | D. T. | José Antonio Roca     |    |

|  | DEL | Morales | ?' |

|  | DEL | Alberto Ordaz | 5' |

| 44' | Antonio Gutiérrez | 1:0 |

| 82' | Osvaldo Castro | 1:1 |

| Principal | Alfonso González Archundia |

|       | POR   | Miguel Marín            |    |
|       | DEF   | René Pérez              |    |
|       | DEF   | Orlando Bandala         |    |
|       | DEF   | Alberto Quintano        |    |
|       | DEF   | Pedro Velázquez         |    |
|       | MED   | Nacho Flores            |    |
|       | MED   | Luis Estrada            |    |
|       | MED   | Alberto Gómez Franzutti |    |
|       | DEL   | Antonio Gutiérrez       |    |
|       | DEL   | Ricardo Basurto         | ?' |
|       | DEL   | Juan Ramón Ocampos      |    |
| D. T. | D. T. | Raúl Cárdenas           |    |

|       | POR   | Prudencio Cortés      |    |
|       | DEF   | Fernando Santillán    |    |
|       | DEF   | Luis Miguel Barberena |    |
|       | DEF   | Lino Espín            |    |
|       | DEF   | Mario Pérez           |    |
|       | MED   | Roberto Hodge         |    |
|       | MED   | Gustavo León          |    |
|       | MED   | Carlos Reinoso        |    |
|       | DEL   | Sergio Ceballos       |    |
|       | DEL   | Osvaldo Castro        |    |
|       | DEL   | Juan Manuel Borbolla  | 5' |
| D. T. | D. T. | José Antonio Roca     |    |

|  | DEL | Morales | ?' |

|  | DEL | Alberto Ordaz | 5' |

| 44' | Antonio Gutiérrez | 1:0 |

| 82' | Osvaldo Castro | 1:1 |

| Principal | Alfonso González Archundia |

| Vuelta; 16 de diciembre de 1973 | América               | 2:1 (1:1) | Cruz Azul    | Estadio Azteca, Ciudad de México                                  |                                                                   |
|                                 | Castro 8' · Hodge 61' | Reporte   | Gutiérrez 4' | Asistencia: 75 000 espectadores Árbitro(s): Abel Aguilar Elizalde | Asistencia: 75 000 espectadores Árbitro(s): Abel Aguilar Elizalde |

|       | POR   | Prudencio Cortés      |     |
|       | DEF   | Fernando Santillán    |     |
|       | DEF   | Luis Miguel Barberena |     |
|       | DEF   | Lino Espín            |     |
|       | DEF   | Mario Pérez           |     |
|       | MED   | Roberto Hodge         |     |
|       | MED   | Gustavo León          |     |
|       | MED   | Carlos Reinoso        |     |
|       | DEL   | Sergio Ceballos       | 55' |
|       | DEL   | Osvaldo Castro        |     |
|       | DEL   | Juan Manuel Borbolla  | 88' |
| D. T. | D. T. | José Antnio Roca      |     |

|       | POR   | Miguel Marín       |     |
|       | DEF   | René Pérez         |     |
|       | DEF   | Orlando Bandala    |     |
|       | DEF   | Alberto Quintano   |     |
|       | DEF   | Pedro Velázquez    |     |
|       | MED   | Nacho Flores       |     |
|       | MED   | Joel Andrade       | 65' |
|       | MED   | Luis Estrada       |     |
|       | DEL   | Antonio Gutiérrez  |     |
|       | DEL   | Juan Ramón Ocampos |     |
|       | DEL   | Eladio Vera        |     |
| D. T. | D. T. | Raúl Cárdenas      |     |

|  | DEL | Alejandro Ojeda | 55' |
|  | DEL | Luis Henanine   | 88' |

|  | MED | Ricardo Basurto | 65' |

| 8' · 61' | Roberto Hodge Osvaldo Castro | 1:1 2:1 |

| 4' | Antonio Gutiérrez | 1:0 |

| 87' | Mario Pérez |

| 87' | Juan Ramón Ocampo |

| Principal | Abel Aguilar Elizalde |

|       | POR   | Prudencio Cortés      |     |
|       | DEF   | Fernando Santillán    |     |
|       | DEF   | Luis Miguel Barberena |     |
|       | DEF   | Lino Espín            |     |
|       | DEF   | Mario Pérez           |     |
|       | MED   | Roberto Hodge         |     |
|       | MED   | Gustavo León          |     |
|       | MED   | Carlos Reinoso        |     |
|       | DEL   | Sergio Ceballos       | 55' |
|       | DEL   | Osvaldo Castro        |     |
|       | DEL   | Juan Manuel Borbolla  | 88' |
| D. T. | D. T. | José Antnio Roca      |     |

|       | POR   | Miguel Marín       |     |
|       | DEF   | René Pérez         |     |
|       | DEF   | Orlando Bandala    |     |
|       | DEF   | Alberto Quintano   |     |
|       | DEF   | Pedro Velázquez    |     |
|       | MED   | Nacho Flores       |     |
|       | MED   | Joel Andrade       | 65' |
|       | MED   | Luis Estrada       |     |
|       | DEL   | Antonio Gutiérrez  |     |
|       | DEL   | Juan Ramón Ocampos |     |
|       | DEL   | Eladio Vera        |     |
| D. T. | D. T. | Raúl Cárdenas      |     |

|  | DEL | Alejandro Ojeda | 55' |
|  | DEL | Luis Henanine   | 88' |

|  | MED | Ricardo Basurto | 65' |

| 8' · 61' | Roberto Hodge Osvaldo Castro | 1:1 2:1 |

| 4' | Antonio Gutiérrez | 1:0 |

| 87' | Mario Pérez |

| 87' | Juan Ramón Ocampo |

| Principal | Abel Aguilar Elizalde |

|       | POR   | Prudencio Cortés      |     |
|       | DEF   | Fernando Santillán    |     |
|       | DEF   | Luis Miguel Barberena |     |
|       | DEF   | Lino Espín            |     |
|       | DEF   | Mario Pérez           |     |
|       | MED   | Roberto Hodge         |     |
|       | MED   | Gustavo León          |     |
|       | MED   | Carlos Reinoso        |     |
|       | DEL   | Sergio Ceballos       | 55' |
|       | DEL   | Osvaldo Castro        |     |
|       | DEL   | Juan Manuel Borbolla  | 88' |
| D. T. | D. T. | José Antnio Roca      |     |

|       | POR   | Miguel Marín       |     |
|       | DEF   | René Pérez         |     |
|       | DEF   | Orlando Bandala    |     |
|       | DEF   | Alberto Quintano   |     |
|       | DEF   | Pedro Velázquez    |     |
|       | MED   | Nacho Flores       |     |
|       | MED   | Joel Andrade       | 65' |
|       | MED   | Luis Estrada       |     |
|       | DEL   | Antonio Gutiérrez  |     |
|       | DEL   | Juan Ramón Ocampos |     |
|       | DEL   | Eladio Vera        |     |
| D. T. | D. T. | Raúl Cárdenas      |     |

|  | DEL | Alejandro Ojeda | 55' |
|  | DEL | Luis Henanine   | 88' |

|  | MED | Ricardo Basurto | 65' |

| 8' · 61' | Roberto Hodge Osvaldo Castro | 1:1 2:1 |

| 4' | Antonio Gutiérrez | 1:0 |

| 87' | Mario Pérez |

| 87' | Juan Ramón Ocampo |

| Principal | Abel Aguilar Elizalde |

|       | POR   | Prudencio Cortés      |     |
|       | DEF   | Fernando Santillán    |     |
|       | DEF   | Luis Miguel Barberena |     |
|       | DEF   | Lino Espín            |     |
|       | DEF   | Mario Pérez           |     |
|       | MED   | Roberto Hodge         |     |
|       | MED   | Gustavo León          |     |
|       | MED   | Carlos Reinoso        |     |
|       | DEL   | Sergio Ceballos       | 55' |
|       | DEL   | Osvaldo Castro        |     |
|       | DEL   | Juan Manuel Borbolla  | 88' |
| D. T. | D. T. | José Antnio Roca      |     |

|       | POR   | Miguel Marín       |     |
|       | DEF   | René Pérez         |     |
|       | DEF   | Orlando Bandala    |     |
|       | DEF   | Alberto Quintano   |     |
|       | DEF   | Pedro Velázquez    |     |
|       | MED   | Nacho Flores       |     |
|       | MED   | Joel Andrade       | 65' |
|       | MED   | Luis Estrada       |     |
|       | DEL   | Antonio Gutiérrez  |     |
|       | DEL   | Juan Ramón Ocampos |     |
|       | DEL   | Eladio Vera        |     |
| D. T. | D. T. | Raúl Cárdenas      |     |

|  | DEL | Alejandro Ojeda | 55' |
|  | DEL | Luis Henanine   | 88' |

|  | MED | Ricardo Basurto | 65' |

| 8' · 61' | Roberto Hodge Osvaldo Castro | 1:1 2:1 |

| 4' | Antonio Gutiérrez | 1:0 |

| 87' | Mario Pérez |

| 87' | Juan Ramón Ocampo |

| Principal | Abel Aguilar Elizalde |